# Pitingo
Antonio Manuel Álvarez Vélez (Ayamonte, Huelva, 6 de novembre de 1980), conegut artísticament com a Pitingo (en caló, presumit), és un cantant espanyol de flamenc i soul llatí.

## Trajectòria artística
Va néixer a Ayamonte, Huelva, fill d'un guàrdia civil i mare gitana. Va aprendre el canti en família, ja que pertany a una de les sagues de gran tradició cantaora, com els Valencia i els Carpio. És el creador de la soulería, soul a ritme de buleria.
Pitingo va marxar a viure al districte de Barajas, a Madrid. Va treballar a l'aeroport carregant maletes mentre cantava per buleries i fandangos de Manolo Caracol. Així es guanyava la vida fins que la seva tia adoptiva Salomé Pavón va decidir portar-ho una de les reunions de Los Magos, paios i gitanos que s'ajunten els dimecres en un bar de Madrid, amb visites de grans figures del canti com Enrique Morente, Carmen Linares, Pepe Habichuela o Diego Carrasco, donant inici a la seva carrera artística. El 2004 va participar al costat de Nono García en la cançó «Guajira del Trasmallo» que formava part de la banda sonora de la pel·lícula Atún y chocolate de Pablo Carbonell.
El 2005 la sala El Búho Real, amb Emi-Virgin, edità el disc Búho Real, nueve artistas nuevos que recopilava temes de nou cantautors, entre els quals es trobaven «Los quereles» i «El olvido» d'Antonio Pitingo.
Va gravar el seu primer disc Pitingo con Habichuelas el 2006, apadrinat per Enrique Morente amb gran èxit comercial, amb una atractiva i original mescla entre flamenc i soul. Aquest mateix any col·laborava també en el disc El precio de la fama del raper Haze amb la cançó «La valla de la muerte».
Posteriorment Pitingo ha participat en la banda sonora original de la pel·lícula Cándida, re-interpretant la cançó «Gwendolyne» de Julio Iglesias amb una versió flamenc-soul, un repte llançat per Guillermo Fesser (del duo Gomaespuma), director de la pel·lícula, un gran contrast d'estils amb relació a l'original.
Al setembre de 2007 estrena al Teatre Calderón de Madrid l'espectacle Soulería (soul a ritme de buleries). A l'abril de 2008 apareix el CD+DVD Soulería, editat per la discogràfica Universal i gravat durant les seves primeres actuacions al Teatre Calderón. Es manté durant setmanes als primers llocs de la llista de discos més venuts gràcies al seu primer single «Killing me softly with his song» fins a aconseguir el disc d'or el mes de setembre de 2008. Gràcies a la repercussió d'aquest projecte discogràfic presenta novament Soulería del a la tardor de 2008 al Teatre Haagen Dazs-Calderón de Madrid.
El setembre de 2008 Pitingo estrena la seva versió del tema «Cuéntame» per la desena temporada de la sèrie de TVE Cuéntame cómo pasó, «Me recordarás», «Yo viviré (I will survive)», «Ella se vendrá detrás de mí» (tema original de Los Chichos del recopilatori Hasta aquí hemos llegado) i Noche de Paz (nadala). El gener de 2009, Beatriz Luengo llença el seu segon single, «Dime», a duo amb Pitingo, que també apareix al videoclip promocional.
Pitingo participa al costat d'altres artistes prestant la seva imatge al videoclip Moving de Macaco, que forma part dels esdeveniments que organitza National Geographic per commemorar el Dia de la Terra.

## Discografia

### Àlbums
- Pitingo con habichuelas (Universal Music, juny de 2006).

El primer disc de Pitingo està apadrinat per grans llegendes del flamenc: hi ha col·laborat la família Habichuela (Pepe Habichuela i Juan Habichuela, Juan Carmona), Javier Barón i Carmen Linares.
- Soulería (Universal Music, abril de 2008). CD+DVD.

Recopilació de l'espectacle teatral "Soulería", protagonitzat al costat de Juan Carmona. Una fusió entre pop, flamenc, soul i gospel que entremescla temes tradicionals flamencs (trilla, granaína i fandango) i èxits de Bob Marley, The Beatles, Police, Otis Redding i Ray Charles. Ha aconseguit en dues ocasions el lloc #5 en la llista de discos d'Espanya i porta venudes més de 150.000 còpies, la qual cosa li ha valgut un Disc d'Or i doble Disc de Platí.
A més el seu single Killing me softly with this song ha estat certificat Or (més de 20.000 còpies venudes).
- Olé & amén  (Universal Music, 30 de novembre de 2010).

Amb les col·laboracions especials de Juan Carmona, Juan Habichuela, Farah Siraj, Soul of Prophecy Gospel Choir.
Luis Fonsi fa duo amb Pitingo en el tema Y Dios nos ayudara.
El primer single d' Olé y amén és la versió en flamenc de la cançón de Donna Summer She Works hard for the Money.
- Malecón Street  (Universal Music, 29 de novembre de 2011).

Al costat del cantant mexicà Juan Gabriel canta a duo el tema extra Quiéreme Mucho.
- Cambio de tercio  (Universal Music, 3 de juny de 2014).
- Soul, bulería y más  (Warner Music, Maig de 2016).
- Mestizo y Fronterizo  (Warner Music, Maig de 2018).

Al costat del cantant Sam Moore canta a duo el primer single Soul Man (cançó).

## Altres treballs
A partir de maig de 2013, Pitingo va passar a formar part del jurat del programa El número uno d'Antena 3.
A partir de setembre de 2013, Pitingo participà en el programa Por arte de magia d'Antena 3.
A partir de juliol de 2015, Pitingo participa com a jurat del talent Show "Insuperables", emès per La 1 de TVE.

## Premis
- Disc d'Or (més de 40 000 còpies venudes)
- Doble Disc de Platí (més de 110 000 còpies venudes)
- Premi Ondas de Música 2008 - Esment especial del jurat als nous corrents flamencs
- GQ com a músic de l'any 2008
- Guardó PROMUSICAE pels seus més de 40.000 discos venuts
- PROTAGONISTAS 2008 en la categoria Artista Revelació
- Premi Cadena Dial 2008
- Premi El Público, de Canal Sud Ràdio, com a Artista Revelació 2008
- Premi Llongueras 2009
- Premi de la Música 2009 (XIII Edició dels Premis de la Música) - Artista Revelació amb l'àlbum Soulería
- Premi Cadena Dial 2011
- Premi Internacional Cubadisco 2013
- Premi Aparador 2015
- Premi Radiolé 2015
- Premi Radiolé 2016
- Premi Pata Negra del Corral de la Morería 2018
- Premi Cofrade del Flamenco 2019